# Iver Kleive

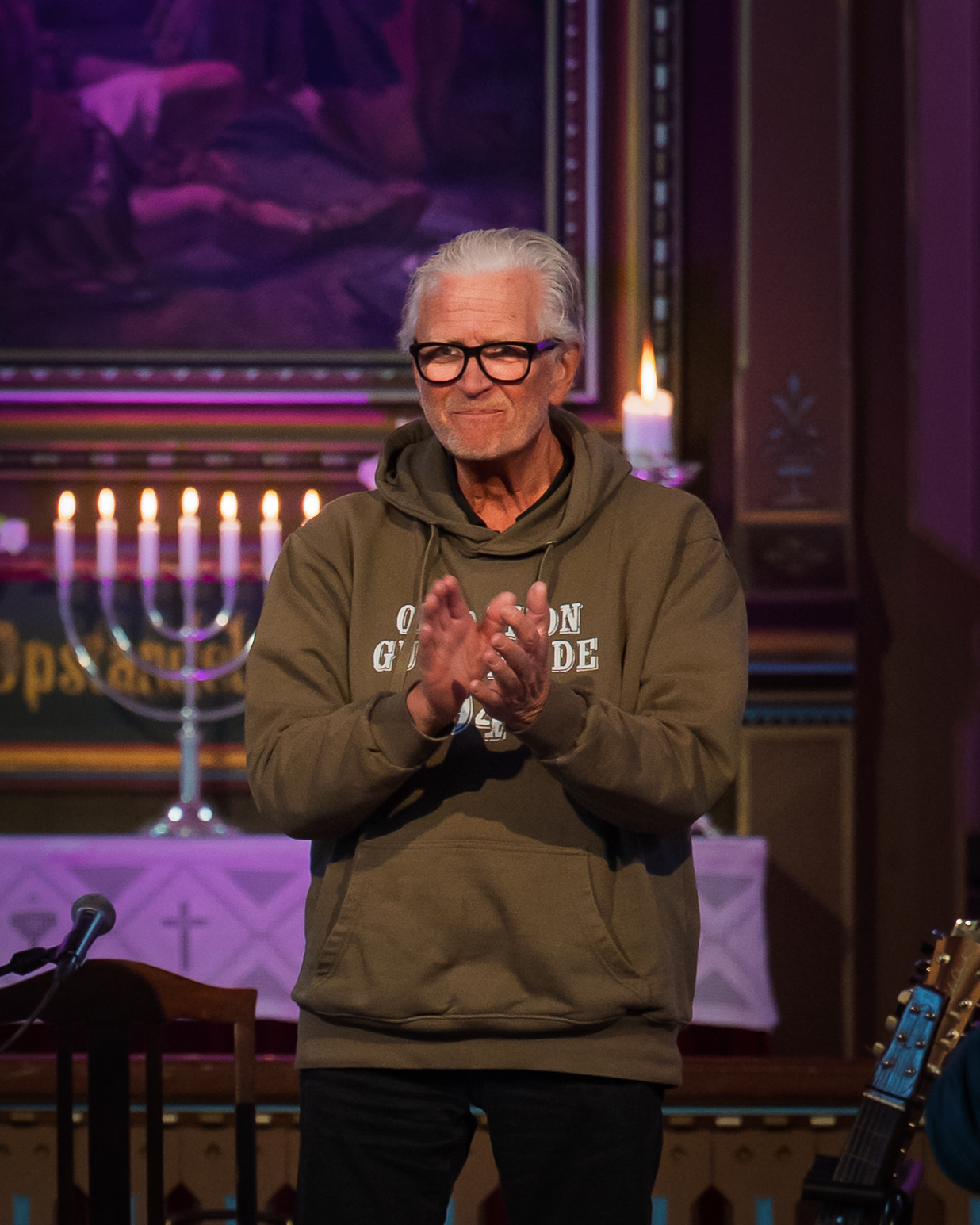
Iver Kleive, 2025

Iver Kleive (nacido en 1949) es un compositor y organista noruego. Es conocido por su estilo de composición, fusión del estilo tradicional sacro con otros tipos de música, como pueden ser el jazz, blues o el folklore tradicional noruego. Ha aparecido en más de 200 grabaciones como músico de estudio, compositor y arreglista.

## Biografía
Kleive nació en Skien en una familia de músicos. Su padre, Kristoffer Kleive, era también un organista y su hermano, Audun Kleive, es percusionista de jazz. Estudió música sacra y órgano en la Academia Noruega de Música en Oslo y más tarde ocupó el puesto de organista en la iglesia de Frogner desde 1976 hasta 1981 y en la iglesia de Røyken entre 1982 y 1985. Desde 1987 ha sido el director musical de la iglesia de Helgerud en Bærum. También ha sido director del Coro Bach de Oslo, que fundó en 1988. La grabación de su Blå koral (Coral azul) ganó un Spellemannprisen en 1991.

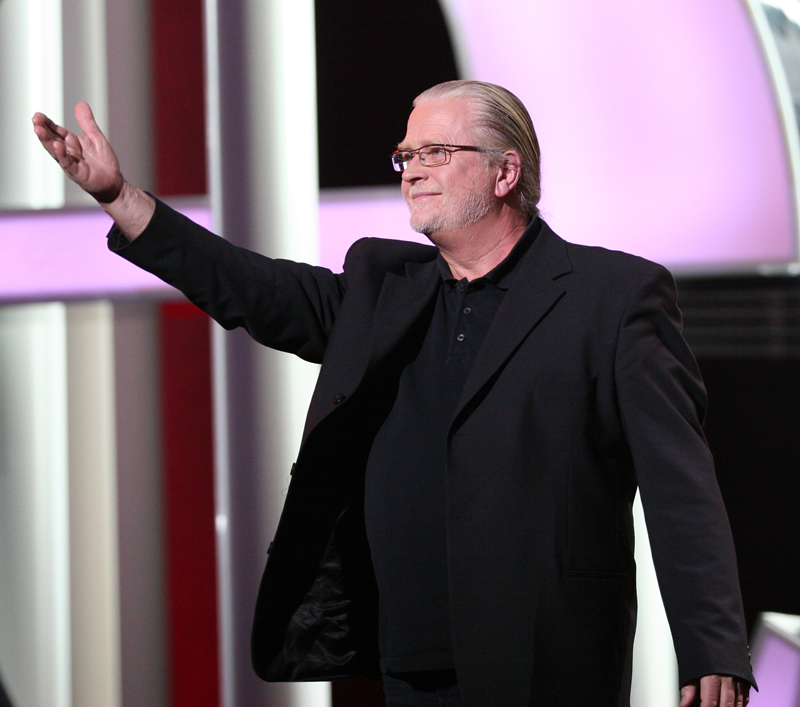
Iver Kleive actuando en el Concierto del Premio Nobel de la Paz en Oslo 2008.

## Discografía principal
Klieve graba sobre todo con la firma Kirkelig Kulturverksted. Sus principales trabajos incluyen:
- Max Reger: Infierno, Fatasía sinfónica y fuga para órgano, Op. 57, 1988
- Blå koral (Coral azul) con el guitarrista Knut Reiersrud, 1991.
- Max Reger: Alle Menchen müssen sterben, Fantasía para órgano, Op. 52/1, 1993
- Kyrie, 1994
- Himmelskip (Oveja del cielo) con Knut Reiersrud, 1996.
- Juleevangeliet (Evangelio de Navidad), 1998.
- Den signede dag (El día santo) con Knut Reiersrud y el cantante de folk Povl Dissing, 2000.
- Hyrdenes tilbedelse (Adoración de los pastores) con Knut Reiersrud 2004.
- Nåde over Nåde (Gracia de gracias) con Knut Reiersrud, 2006.
- Julemeditasjoner (Meditaciones de Navidad) con el chelista Aage Kvalbein, 2007.
- Requiem, 2007
- Orgelmusikken Fra Deusynlige, 2009